# پیکتو
پیکتو (به انگلیسی: Pictou) یک شهرک در کانادا است که در شهرستان پیکتو، نوا اسکوشیا واقع شده‌است.

## خصوصیات
پیکتو ۷٫۹۴ کیلومترمربع مساحت و ۳٬۴۳۷ نفر جمعیت دارد.